# Elisabeth Auer
Elisabeth Auer (* 18. Mai 1977 in Graz) ist eine österreichische Journalistin und Moderatorin.

## Leben
Nachdem Elisabeth Auer 1995 die Matura in einem Bundesoberstufenrealgymnasium in Graz abgeschlossen hatte, ging die Steirerin nach Wien und absolvierte ein Studium in Publizistik, Kommunikations- und Politikwissenschaft. 1997 besuchte sie einen Kurs bei der Austria Presse Agentur (APA). Im Jahr 2000 wurde Auer zur staatlich geprüften Fußball-Schiedsrichterin. 
Elisabeth Auer war vor ihrem Einsatz als Moderatorin bei Radiosendern wie Antenne Steiermark, Grazer Radio 107,5, Unique Radio und Radio Wien tätig. 2003 war sie Moderatorin des im ORF ausgestrahlten TV-Gewinnspiels Toi Toi Toi. 2004 verließ Auer dann den ORF und heuerte beim österreichischen Privatfernsehsender ATV an, wo sie bis zu deren Auflösung im Jahr 2016 in der Sport-Abteilung tätig war.  Danach arbeitete sie innerhalb der Nachrichtenredaktion von ATV als Redakteurin und Sprecherin, bevor sie Anfang August 2017 die redaktionelle Leitung als Chefin vom Dienst bei Schau TV, einem von der österreichischen Tageszeitung Kurier kurz zuvor gekauften Fernsehsender, übernahm. 
Elisabeth Auer ist seit August 2018 mit dem Regisseur und Schauspieler Paulus Manker verheiratet, mit dem sie zuvor 14 Jahre lang liiert war.